# Kunos Simulazioni
Die Kunos Simulazioni S.r.l. ist ein italienischer Entwickler von Computer- und Videospielen mit Sitz in Rom. Das Unternehmen ist ein Tochterunternehmen von Digital Bros.

## Titel als Entwickler
| Titel                          | Jahr | Genre          | Plattform                                     |
| ------------------------------ | ---- | -------------- | --------------------------------------------- |
| netKar Pro                     | 2006 | Rennsimulation | Microsoft Windows                             |
| Marangoni Hill Climb Simulator | 2007 | Rennsimulation | Microsoft Windows                             |
| Trofeo Abarth 500              | 2009 | Rennsimulation | Microsoft Windows                             |
| Ferrari Virtual Academy        | 2010 | Rennsimulation | Microsoft Windows                             |
| Assetto Corsa                  | 2014 | Rennsimulation | Microsoft Windows, PlayStation 4, Xbox One    |
| Assetto Corsa Competizione     | 2019 | Rennsimulation | Microsoft Windows, PlayStation 4, Xbox One    |
| Assetto Corsa EVO              | 2025 | Rennsimulation | Microsoft Windows, PlayStation 5, Xbox Series |